# Pachypodium
Genre
Classification phylogénétique
Espèces de rang inférieur
- P. ambongense
- P. baronii
- P. bicolor
- P. bispinosium
- P. brevicalyx
- P. decaryi
- P. densiflorum
- P. eburneum
- P. geayi
- P. gracilius
- P. horombense
- P. inopinatum
- P. lamerei
- P. lealii — arbre bouteille
- P. meridionale
- P. namaquanum
- P. ramosum
- P. rosulatum
- P. rutenbergianum
- P. sofiense
- P. succulentum
- P. windsorii

Le genre Pachypodium regroupe des plantes de la famille des Apocynacées. Signifiant pied épais le nom de genre se réfère aux tiges épaissies à la base de ces plantes (caudex). Comme toutes les Apocynacées les Pachypodium produisent un latex riche en alcaloïdes qui dans le cas de Pachypodium lealii est hautement vénéneux.
Les Pachypodium ont une tige épaisse souvent épineuse avec des feuilles caduques simples. Ils sont originaires de Madagascar et d'Afrique australe.

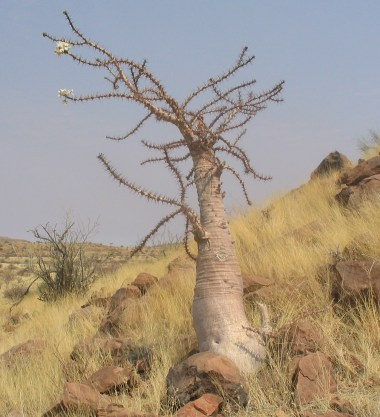
Pachypodium lealii
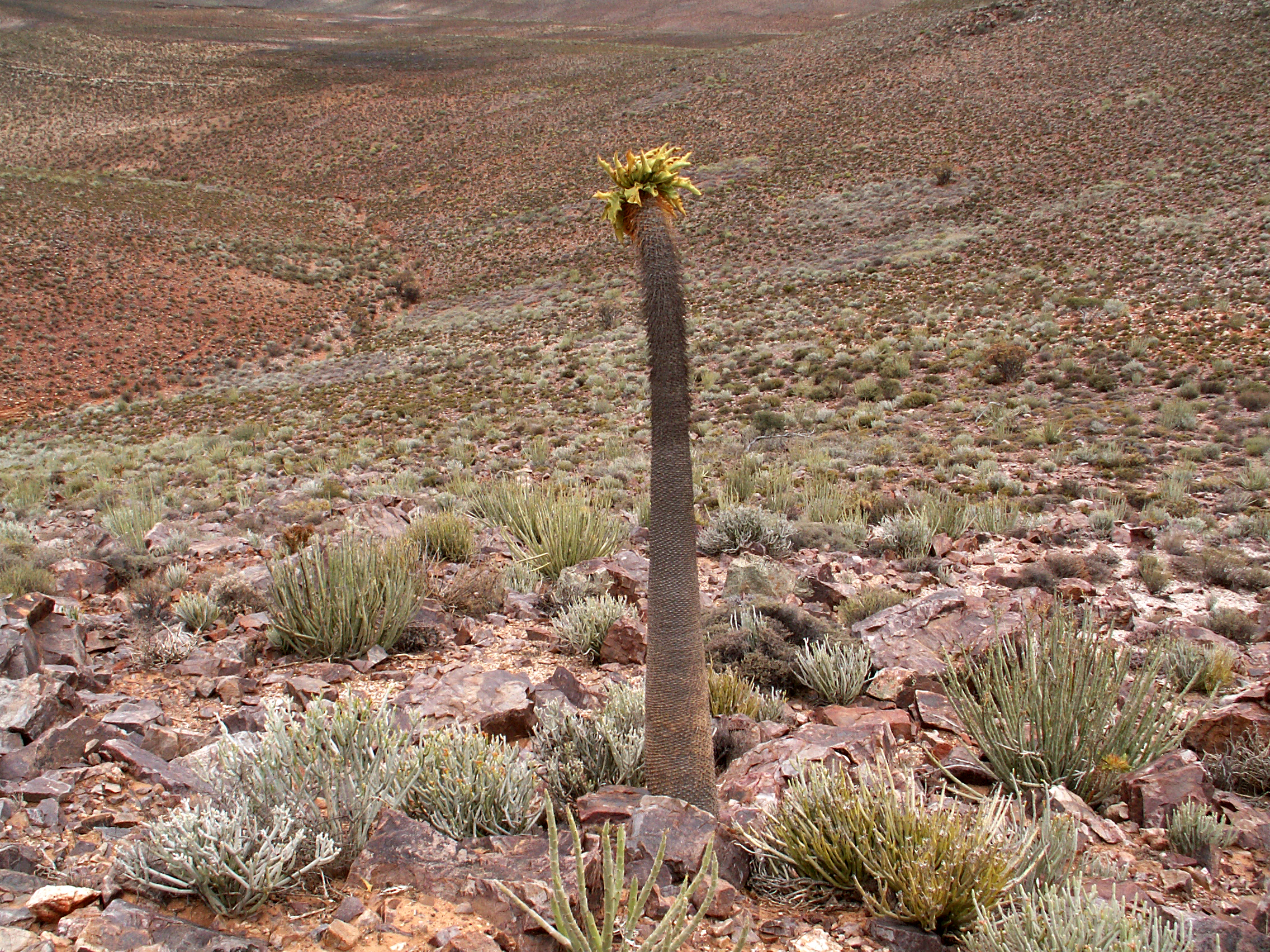
Pachypodium namaquanum, Richtersveld
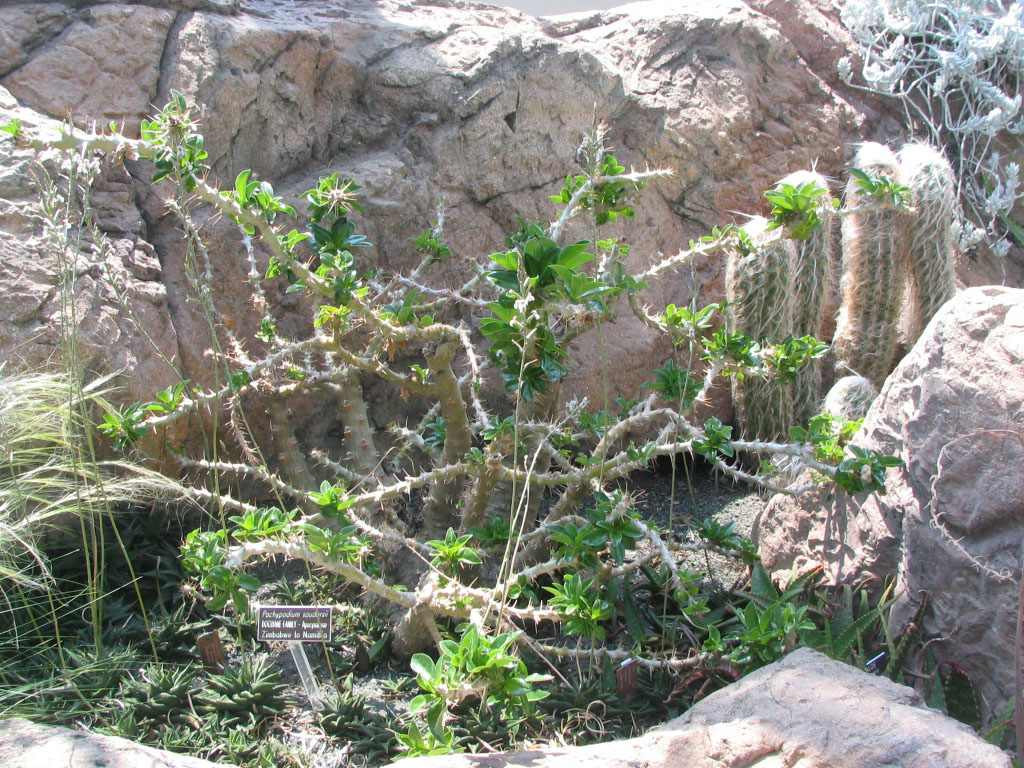
Pachypodium saundersii

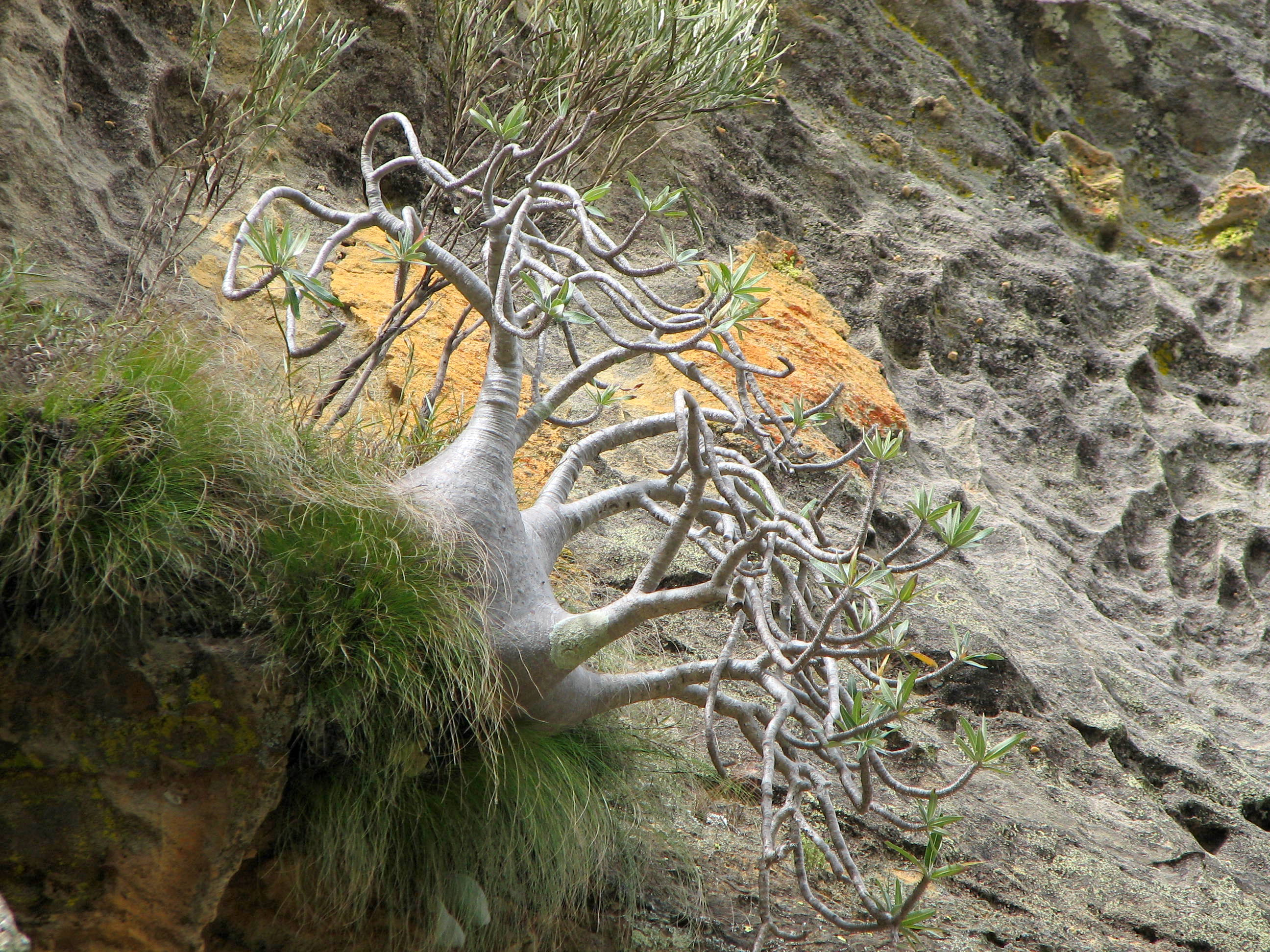
Pachypodium rosulatum gracilius dans le Parc National de l'Isalo, Madagascar